# Ethnische Säuberungen und Erinnerungsaktivitäten in Prijedor
Prijedor ist eine Stadt im Norden von Bosnien-Herzegowina, wobei die Gemeinde/opština Prijedor neben der Stadt Prijedor noch 71 weitere Ortschaften und Dörfer umfasst. Die Bevölkerung bestand bis 1992 gleichmäßig aus bosniakischen und serbischen Bevölkerungsteilen, aus einer kroatischen Minderheit, weiteren ethnischen Minderheiten und einem starken Anteil an Menschen, die sich keiner ethnischen Bevölkerungsgruppe zuordneten. Am ehesten betrachteten sich diese als Jugoslawen. Mit der gewaltsamen Übernahme der Macht in Prijedor durch die wichtigste Partei des serbischen Nationalismus, SDS/Srpska Demokratska Stranka/Serbisch Demokratische Partei Ende April 1992, wurden durch diese ethnische, und in geringerem Ausmaß auch politische Säuberungen durchgeführt. Die ethnischen Säuberungen richteten sich gegen jenen Bevölkerungsteil, der im damaligen aufgeheizten nationalistischen Klima als bosniakisch oder kroatisch betrachtet wurde oder sich auch selbst so betrachtete, die politischen Säuberungen richteten sich gegen Regierungskritiker, ungeachtet ihrer ethnischen Zugehörigkeit. 1991 lebten auf dem gesamten Gemeindegebiet von Prijedor etwa 112.000 Personen, in der Stadt Prijedor selbst waren es ca. 35.000 Menschen. Von den rund 65.000 Personen, die sich als bosniakisch, kroatisch oder auch als ethnisch neutral deklarierten, lebten am Ende des Krieges schätzungsweise nur noch etwa 6.000 Bosniaken und 3.000 Kroaten in der Gemeinde. Überwiegend wird angenommen, dass während des Krieges in der Gemeinde Prijedor 3.176 Zivilisten getötet wurden oder verschwanden. Neben Srebrenica ist Prijedor das Gebiet mit der zweithöchsten Zahl an Morden an der Zivilbevölkerung während des Bosnienkriegs. Seit vielen Jahren ist Prijedor Schauplatz von Erinnerungsaktivitäten, die die ganze Spannweite von Erinnerung, angefangen vom Bedürfnis nach Trauer, über das Bedürfnis nach Gerechtigkeit bis hin zur Apologie politischer Haltungen oder auch zur Beförderung aktueller politischer Strategien umfasst.

## Vorgeschichte der ethnischen Säuberungen

### Überregionale Vorgeschichte
Die Geschichte der ethnischen Säuberungen in Prijedor ist eng verbunden mit dem Zerfall Jugoslawiens Anfang der 90er-Jahre. Aufgrund der damaligen tiefen wirtschaftlichen und politischen Krise setzten Mehrheiten ihre Hoffnungen in einen ethnischen Nationalismus. Dieser führte in Bosnien-Herzegowina bei der nationalistischen Partei der Bosniaken SDA/Stranke Demokratske Akcije/Partei der demokratischen Aktion und bei der nationalistischen Partei der Kroaten HDZ/Hrvatska Demokratska Zajednica/Kroatisch Demokratische Union zum Wunsch nach einem unabhängigen Bosnien, bei der Partei des serbischen Nationalismus (SDS) zum Gegenteil, erst zur Opposition gegen die Unabhängigkeit und dann, Schritt für Schritt, zu einem eigenen Staat der bosnischen Serben.
Die wichtigsten Stationen beim Auseinanderdriften der nationalistischen Parteien und der entsprechenden Volksgruppen war zunächst die Ausrufung einer „Autonomen Region Kraijna“/Autonomna Regija Krajina/ARK am 16. September 1991, einer von mehreren Versuchen, serbisch-autonome Gebiete innerhalb Bosniens zu definieren. Prijedor lag in diesem Gebiet. Sodann eine auf Betreiben der SDS durchgeführte Volksabstimmung am 9. und 10. Oktober 1991, an der überwiegend die serbische Bevölkerung teilnahm. Diese erbrachte zu 98 % das Ergebnis, dass Bosnien-Herzegowina ein Teil Jugoslawiens bleiben sollte. Am 9. Januar 1992 wurde schließlich die unabhängige serbische Republik Bosnien-Herzegowina ausgerufen, auf deren Gebiet Prijedor lag. Die Zentralregierung in Sarajevo führte hingegen von 29. Februar bis 1. März 1992 auch eine Volksabstimmung durch, die eine überwältigende Mehrheit für die Unabhängigkeit vom jugoslawischen Gesamtstaat erbrachte, wobei diese zweite Volksabstimmung vom serbischen Bevölkerungsteil überwiegend boykottiert wurde.

### Regionale Vorgeschichte in Prijedor
Stationen beim Auseinanderdriften der Volksgruppen in Prijedor waren unter anderem:
- Die Wahl zum Stadtrat am 18. November 1990, bei der die muslimisch-bosniakisch dominierte Partei SDA 30 Sitze, die SDS 28 Sitze, und die kroatische HDZ 2 Sitze erhielt. Die restlichen 30 Sitze wurden unter vier weiteren, nicht-nationalistischen Parteien aufgeteilt, womit zwei Drittel der Stimmen an nationalistische Parteien gingen. Zum Präsidenten bzw. Bürgermeister des Stadtrates wurde der SDA-Vorsitzende Muhamed Čehajić, als sein Stellvertreter Milomir Stakić von der SDS gewählt.[8]
- Die Volkszählung am 31.03./01.04. 1991 mit dem Ergebnis für Prijedor: 49.351 (43,9 %) Bosniaken, 47.581 (42,3 %) Serben, 6.459 (5,7 %) Jugoslawen, 6.316 (5,6 %) Kroaten und 2.836 (2,5 %) „Andere“.[9] Dieses Ergebnis führte in weiterer Folge zu nationalistischen Streitigkeiten, d. h. Zweifel an der Rechtmäßigkeit der Zählung vonseiten des serbischen Nationalismus, weil die Bosniaken erstmals die Mehrheit in der Stadt stellten.
- Das Einströmen serbischer Flüchtlinge aus Kroatien, die vor dem Krieg jenseits der nahen Grenze zu Kroatien flüchteten.
- Die Einberufung zur jugoslawischen Volksarmee JNA für den Krieg im benachbarten Kroatien.
- Die gewaltsame Eroberung der Sendestation auf dem nahen Kozaraberg im Sommer 1991 durch die serbische, paramilitärische Gruppe „Vukovi s Vučjaka“/„Wölfe von Vucjak“ und die damit verbundene Abschaltung von TV Sarajevo und dessen Ersatz durch serbisch-nationalistische Programme.
- Der Vorwurf des Schmuggels von Waffen an die bosniakische Bevölkerung der Ortschaft Kozarac.
- Ein interner Erlass der SDS, der Instruktionen für außerordentliche Umstände und die Einrichtung von Krisenstäben enthielt und zahlreiche weitere Maßnahmen, die die serbische Übernahme der Regierungsgewalt in Prijedor vorbereiteten.[10]

### Die gewaltsame Übernahme der Regierungsgewalt durch die SDS
In der Nacht vom 29. auf den 30. April 1992 fand die gewaltsame Machtübernahme durch die SDS statt, bei der allerdings, aufgrund nicht vorhandener Gegenwehr, kein Schuss abgegeben wurde.
Der Vorsitzende der SDS und bisherige Vizepräsident des Stadtrates Milomir Stakić übernahm am Morgen des 30. April die Macht in der Stadt inklusive Militärpräsenz, Schlüsselpositionen wurden von Parteigängern der SDS besetzt.
Es existieren unterschiedliche Berichte darüber, ob der gewählte Präsident bzw. Bürgermeister von Prijedor Muhamad Čehajić am Betreten des Gebäudes von bewaffnetem Personal gehindert wurde oder ob er nicht erschien. Čehajić kündigte jedenfalls gandhianischen Widerstand an, wurde aber am 23. Mai verhaftet und am 27. Mai erst in das Konzentrationslager Keraterm, dann in jenes von Omarska deportiert. Am 27./28. Juli wurde er auch von dort an einen unbekannten Ort weggebracht und ist seither vermisst.
In seinem Verfahren gegen Milomir Stakić kommt der Internationale Strafgerichtshof für das ehemalige Jugoslawien/IStGHJ zu dem Schluss, dass der Putsch von der lokalen Führung der SDS – und nicht von der überregionalen in Banja Luka – beschlossen wurde. Auch gelangte der Gerichtshof zur Auffassung, dass die gewaltsame Übernahme der kommunalen Autorität bereits im Vorhinein geplant und keine spontane Erhebung war.

### Propaganda nach der Machtübernahme
Den ethnischen (und auch politischen) Säuberungen ging das serbisch-nationalistische Basisnarrativ voraus, dass sich das Serbentum gegen einen drohenden kroatischen Ustascha-Faschismus und einen extremistischen, bosniakisch-islamischen (Gottes-)Staat verteidigen müsse. Weiters wurde der Coup unter anderem damit begründet, dass es am 29. April 1992 eine Anweisung durch das Innenministerium in Sarajevo an den lokalen Stützpunkt des Innenministeriums gegeben hätte, die örtliche Kaserne der JNA/jugoslawische Volksarmee anzugreifen und die militärische Ausrüstung zu konfiszieren. Die Echtheit dieser Anweisung wurde vom Innenministerium bestritten. Auch enthielt die Propaganda krasse Attacken gegen prominente Nicht-Serben, dass etwa ein Dr. Mirsad Mujadžić, von der Propaganda der bosniakischen Volksgruppe zugerechnet, serbischen Frauen Medikamente injizieren würde, die sie unfähig machten, männliche Kinder zur Welt zu bringen, oder dass ein Dr. Željko Sikora, der kroatischen Volksgruppe zugerechnet, Abtreibungen an serbischen Frauen durchführte, wenn sie mit männlichen Kindern schwanger wären. Ebenso wurde Sikora beschuldigt, männliche Babys serbischer Eltern zu kastrieren.

## Ethnische Säuberungen nach der Machtübernahme in Prijedor durch die SDS
Konzepte der ethnischen Reinheit wurden vonseiten der SDS explizit, öffentlich bereits ab der zweiten Hälfte von 1991 entwickelt.
Die ethnischen Säuberungen setzten zu gleicher Zeit gegen Ortschaften im Gemeindegebiet von Prijedor mit überwiegend bosniakischer, zuweilen auch kroatischer Bevölkerung als auch gegen die bosniakische Bevölkerung innerhalb der Stadt Prijedor ein.
Bezüglich der genannten Ortschaften sind hier Hambarine, Kozarac und Briševo und die mit diesen ethnischen Säuberungen unmittelbar zusammenhängende Errichtung der Konzentrationslager von Keraterm, Omarska und Trnopolje hervorzuheben.

### Angriff auf Hambarine, Kozarac und Briševo. Die Lager Keraterm, Omarska und Trnopolje
Die Machtübernahme der SDS führte naturgemäß zu einer Erhöhung der Spannungen, die auch im Umland von Prijedor zur Errichtung von Checkpoints, zunächst von serbischer aber auch von bosniakischer Seite führte. Bei diesen kam es gelegentlich zu Vorfällen, auch Schießereien. Im Gefolge eines solchen Vorfalles nahe des Dorfes Hambarine, einem bosniakischen Dorf mit damals 2.800 Einwohnern, wurde von serbischer Seite ein Ultimatum an die Ortschaft gestellt, mögliche Verantwortliche auszuliefern. Nachdem dem Ultimatum nicht nachgekommen wurde, griffen serbische Truppen am 23. Mai die Ortschaft an, töten eine ungewisse Anzahl an Zivilisten, zerstörten etwa 30 bis 50 Häuser, und es kam zu Vergewaltigungen und zur Flucht von etwa 400 Bewohnern.
Kozarac war ebenfalls eine mehrheitlich von Bosniaken bevölkerte Stadt nahe Prijedor, die im Jahr 1991 8.000 Einwohner hatte. Auch hier wurde nach einer Schießerei bei einem Checkpoint ein Ultimatum gestellt, bestimmte Personen auszuliefern, dem nicht nachgekommen wurde. Bei einem Großangriff mit etwa 6.000 Soldaten, schweren Waffen und Granatenbeschuss wurde die Stadt am 25. Mai 1992 angegriffen, die Kämpfe forderten mindestens 100 Menschenleben aufseiten der Bewohner Kozarac‘, 1.500 Personen wurden in die Lager Omarska und Keraterm (vor allem Männer) und Trnopolje (vor allem Frauen) deportiert. Zahlreiche Häuser und insbesondere Moscheen wurden in Brand gesetzt und dem Erdboden gleichgemacht, die Zivilbevölkerung wurde misshandelt, Frauen vergewaltigt. Nach der Einnahme der Stadt wurden Bewohner in das Fußballstadion getrieben, wo wahllos auf sie geschossen wurde.
Ähnliches spielte sich erst am 31. Mai 1992 und dann noch einmal am 24. Juli 1992 in dem kleinen, mit 340 Einwohnern bevölkerten Dorf von Brisevo ab.
Neben diesen vier oft erwähnten Fällen wurden noch zahlreiche weitere bosniakische und auch kroatische Ortschaften und Dörfer im Gemeindegebiet von Prijedor angegriffen und zerstört.
In seiner Analyse kommt der IStGHJ zu dem Schluss, dass es aufseiten der serbischen Kräfte wohl Anlässe zur Selbstverteidigung gab, dass diese Vorfälle aber als Vorwände zu werten seien für das eigentliche Ziel, ethnische Säuberungen durchzuführen.
Unmittelbar im Anschluss an die Angriffe auf die genannten Ortschaften wurden Konzentrationslager für große Teile der dortigen Bevölkerung eingerichtet, um Verhöre durchzuführen, um sich an Widerständlern zu rächen und um Vertreibungen vorzubereiten. Alle diese Lager, in denen schwere Verbrechen begangen wurden, bestanden für einige Monate, bis sie aufgrund internationalen Drucks wieder geschlossen wurden. Das Lager in Trnopolje bestand von 24. Mai bis offiziell 30. September 1992 mit insgesamt 6.000 bis 7.000 Insassen; das Lager Omarska war von 25. Mai bis Ende August 1992 mit insgesamt zwischen 1.000 bis etwa 3.000 Häftlingen in Betrieb; und Keraterm bestand von 31. Mai bis Mitte August 1992 mit 1.000 bis 1.500 Verhafteten. In allen Lagern herrschten menschenunwürdige Zustände, wobei Omarska als das schlimmste Lager gilt. Menschen wurden geschlagen, getötet und misshandelt, und die Versorgung mit Nahrungsmitteln und Wasser sowie die hygienische und medizinischer Versorgung, aber auch die Unterbringung waren katastrophal. Der IStGH verurteilte Kommandanten und Aufseher zu langjährigen Haftstrafen, so etwa Zoran Žigić (25 Jahre), Mlađo Radić (20 Jahre), Dusko Sikirica (15 Jahre) oder Predrag Banović (8 Jahre).

### Versuch der Rückeroberung Prijedors und Markierung nicht-serbischer Häuser und Personen
Am 30. Mai griff eine bosniakische, vermutlich ad-hoc zusammengestellte Formation Prijedor an, mit der Absicht, den Putsch vonseiten der SDS wieder rückgängig zu machen. Bei diesem Angriff starben auf der Seite der Verteidiger des nunmehr installierten Regimes 15 Polizisten bzw. soldatische Kräfte, 26 wurden verwundet. Am 31. Mai 1992 wurde im Radio verlautbart, dass alle Nicht-Serben, weiße Bettlaken auf ihre Häuser aufzuhängen und weiße Armbinden zu tragen hätten, um ihre Loyalität gegenüber den serbischen Behörden zu demonstrieren.

### Weitere Maßnahmen der ethnischen Säuberungen in Prijedor
Bereits Mitte Mai 1992 wurde damit begonnen, Häuser von bosniakischen Bewohnern in der Stadt Prijedor, insbesondere in der von Bosniaken bewohnten Altstadt erst zu kennzeichnen und niederzureißen, was zur weitgehenden Zerstörung der gesamten Altstadt führte. Zu dieser Zeit war es bereits nicht mehr möglich, Prijedor noch auf eigene Initiative zu verlassen, doch wurden dafür Bewilligungen ausgestellt und Transporte organisiert. Diese gingen entweder ins westliche Ausland, nach Kroatien oder in bosniakisch oder kroatisch kontrollierte Gebiete innerhalb Bosniens. Um diesen Prozess noch weiter zu formalisieren, wurde am 12. Juni 1992 die „Agentur für ‚Bevölkerungsbewegung‘ und den ‚Austausch materieller Güter‘“/„Agencija za preseljenje stanovništva i razmjenu materijalnih dobara“ in Banja Luka gegründet.
Am 22. Juni 1992 erging schließlich ein Beschluss der lokalen Autoritäten, dass alle Unternehmen in gesellschaftlichem Besitz, Aktiengesellschaften, staatliche Einrichtungen, öffentliche Versorgungsbetriebe und die Armee der Serbischen Republik nur noch mit Personal serbischer Nationalität besetzt werden dürften, nachdem Schlüsselpositionen in der Stadt bereits Anfang Mai ethnisch gesäubert worden waren.
Am Ende des Krieges in Bosnien-Herzegowina waren schließlich nur noch 9.000 Menschen mit bosniakischer bzw. kroatischer Ethnizität im Gemeindegebiet von Prijedor anwesend.

### Internationaler Strafgerichtshof für das ehemalige Jugoslawien/IStGHJ/Međunarodni krivični sud za bivšu Jugoslaviju/MKSJ
Der Internationale Strafgerichtshof für das ehemalige Jugoslawien war ein Organ der Vereinten Nationen, das zur Verfolgung schwerer (Kriegs-)Verbrechen, die während der Jugoslawienkriege begangen worden waren, und zur Verurteilung der Täter eingerichtet wurde. Das Tribunal war ein Ad-hoc-Gericht mit Sitz in Den Haag, Niederlande. Es fällte Urteile gegen 17 Personen im Zusammenhang mit Verbrechen, die in Prijedor und Umgebung begangen wurden, wobei auch Radovan Karadžić, dem Vorsitzenden der SDS und Ratko Mladić, dem Oberbefehlshaber der bosnisch-serbischen Armee, Verbrechen in dieser Region zur Last gelegt wurden.

## Erinnerungs- und Gedächtnisaktivitäten

### Geschichte der Erinnerungs- und Gedächtnisaktivitäten/White Armband Day
Der Beginn öffentlicher Gedächtnisaktivitäten geht zurück auf das Jahr 2012. Ein Komitee von Vertriebenen, Überlebenden von Lagern und Familien von Vermissten plante eine Veranstaltung mit dem Titel „Genozid in Prijedor – 20 Jahre“. Die Stadtverwaltung von Prijedor untersagte diese jedoch mit der Begründung, sie könnte Gewalt verursachen und die öffentliche Ordnung stören. Ebenso wurde durch den Bürgermeister vorgebracht, dass sie dem Ansehen von Prijedor schaden könnte.
Emir Hodžić, ein Vertriebener aus Prijedor und Rückkehrer aus Neuseeland, stellte sich daraufhin alleine auf den Hauptplatz, mit einer weißen Armbinde auf seinem linken Arm, womit er Bezug nahm auf die Verordnung vom 31. Mai 1992, wonach alle Nicht-Serben eine weiße Armbinde tragen müssten. Auch legte er vor sich einen weißen Leichensack. Im Vorfeld der Aktion hatte er die Facebook-Seite „Stop Genocidal Denial“ eingerichtet. Das Foto von ihm, wie er alleine, mit weißer Armbinde auf dem Platz stand, ging in weiterer Folge viral und war der Beginn der nun folgenden Gedächtnisaktivitäten, die seither jährlich stattfinden.
Im darauffolgenden Jahr 2013 wurde die Initiative „Jer me se tiče / Weil es mich etwas angeht“ mit dem Ziel gegründet, sich für einen vollständigen und nicht selektiven Respekt für die Rechte und die Freiheit von Menschen einzusetzen. Diese Initiative organisiert seither, also seit dem Jahr 2013, mit dem lokalen Jugendzentrum KVART und Zusammenschlüssen von Familien von Vermissten und ehemaligen Lagerinsassen die Gedächtnisfeierlichkeiten, immer am 31. Mai des jeweiligen Jahres. Parallel dazu entwickelte sich die bereits 2012 begonnene Social-Media-Kampagne, wo sich Menschen aus aller Welt, überwiegend Flüchtlinge des Krieges, mit einer weißen Armbinde fotografieren ließen. Unter dem Namen „Dan Bijelih Traka“/„White Armband Day“/„Tag der weißen Armbinde“ wurde der Name für alle weiteren Gedächtnisaktivitäten geboren, wobei sich außerhalb des ehemaligen Jugoslawiens der Name „White Armband Day“ einbürgerte. Gedächtnisveranstaltungen wurden weltweit begangen werden, unter anderem in Chicago, Rotterdam, Saarbrücken, Stockholm, Wien und Zagreb.
Im Jahr 2014 reichte die genannte Elterninitiative beim Stadtrat die Forderung nach einem Denkmal für 102 getötete Kinder ein, eine Forderung, die seither mit Nachdruck erhoben wird.
Bei den Veranstaltungen in Prijedor werden in den verschiedenen Jahren häufig Kunstinstallationen angefertigt, oftmals mit Bezug auf die ermordeten Kinder, etwa rote Fußspuren oder weiße Körperausschnitte. Über viele Jahre hinweg werden erst Rosen mit den Namen von getöteten Kindern gehalten, die dann in einem Kreis auf den Boden gelegt werden.
An der Veranstaltung am 31. Mai 2024 nahmen in Prijedor etwa 600 Personen teil.

### 2015, wem gehört die Erinnerung, Diskussion mit dem Veteranenverband
Anlässlich der Gedächtnisfeier im Jahr 2015 legte eine Gruppe von Aktivisten dem Denkmal des Partisanenhelden Mladen Stojanovic in Prijedor eine weiße Armbinde an und verbreitete dieses Foto auch über Social Media. Stojanovic war ein lokaler Führer der Partisanen in der Gegend von Prijedor, der zwischen Juli 1941 und März 1942 bedeutende Operationen anführte, unter anderem die sogenannte Schlacht im Kozara-Gebirge. Dadurch wurde er zu einer Symbolfigur des Befreiungskampfes gegen den Faschismus.
Der Vorsitzende des örtlichen Veteranenverbundes SUBNOR (Savez Udruženja Boraca Narodnooslobodilačkog Rata – Vereinigung der Kämpfer des Volksbefreiungskrieges), Veljko Rodić protestierte jedoch auf einer eigens einberufenen Pressekonferenz gegen das Anlegen der Armbinde auf der Statue. Seine Begründung war, dass er nicht zulassen wolle, dass das Gedächtnis an Stojanovic für andere, eigene Zwecke verwendet werde. Überdies meinte er, darauf hinweisen zu müssen, dass die Anordnung am 31. Mai 1992, Nicht-Serben sollten weiße Armbinden tragen und Häuser mit weißen Leintüchern behängen eine Reaktion auf den Angriff des Vortages gewesen wäre, als eine muslimische Formation Prijedor angriff und dabei 15 Polizisten/Soldaten aufseiten der Verteidiger umkamen.
In einem offenen Brief antworteten Vertreter von „Jer me se tiče“ und bestritten darin, dass die Nationalhelden des II. Weltkrieges nur den Veteranen gehörten. Auch betonten sie, dass das Symbol des weißen Armbandes über den lokalen Anlass hinaus zu einem Symbol gegen Faschismus, Diskriminierung, ethnischer Unterscheidung und Leugnung von Kriegsverbrechen wurde. Ein antifaschistischer Kämpfer wie Stojanovic gehöre deshalb legitimerweise in diese Ahnenreihe. Auch kritisierten die Verfasser des Briefes das Verhalten der Weltkriegs-Veteranen während der Kriegsjahre 1992 bis 1995 sowie, dass diese nicht an den Erinnerungsaktivitäten an die ethnischen Säuberungen in Prijedor teilnehmen würden.

### Erinnerungsaktivitäten von serbisch-nationalistischer Seite
Bereits im Jahr 2000 wurde an zentraler Stelle ein 7 m hohes Kreuz mit dem Titel „Za krst časni/Für das Heilige Kreuz“ errichtet. Dieses ist laut der sich darauf beziehenden Inschrift den „gefallenen Soldaten“ gewidmet, die ihr Leben für ihr Volk und die „Republika Srpska/Republik der bosnischen Serben“ gaben. Rund um dieses Denkmal finden unter verschiedenen Namen Erinnerungsaktivitäten von serbisch-nationalistischer Seite statt. Diese betonen eines der Narrative, dass von serbischer Seite die Stadt gegen kroatische Faschisten und muslimische Extremisten verteidigt worden wäre. Im Jahr 2024 wurde am 30. Mai, also einen Tag vor den Erinnerungsaktivitäten an die ethnischen Säuberungen, ein „Dan odbrane grada“/„Tag der Verteidigung der Stadt“ gefeiert. Zu diesem Anlass findet ein Gottesdienst, veranstaltet von der serbisch-orthodoxen Kirche statt, Kränze werden niedergelegt, Kerzen entzündet und Lieder gesungen, wie „Veseli se srpski rode“/„Freue Dich, serbisches Volk“, ein Lied mit Bezug auf den Kosovo und „Marš na Drinu“/„Marsch an der Drina“. Im Anschluss an die Feierlichkeiten findet eine Parade in den Straßen von Prijedor statt, mit Ansprachen und musikalischem Programm. Mit dieser Veranstaltung bezieht man sich vor allem auf den oben genannten, bewaffneten Angriff vom 30. Mai 1992. Veranstalter des „Dan odbrane grada“ sind kommunale Autoritäten und Veteranenverbände.

### Teilnahme einer gemischten Gruppe von Kriegsveteranen am „Dan Bijelih Traka“/„White Armband Day“
Im Jahr 2024 nahm an der Gedächtnisfeier am 31. Mai erstmals eine gemischte Gruppe von etwa 30, nicht in Prijedor ansässigen Kriegsveteranen teil, die aus allen damals kämpfenden Armeen stammten, also aus der Armee der bosnischen Serben/Vojska Republike Srpske/VRS, der Jugoslawischen Volksarmee/Jugoslovenska narodna armija/JNA, der Armee Jugoslawiens/VJ, der Armee Bosnien-Herzegowinas/Armija Republike Bosne i Hercegovine/ARBiH, der Armee der bosnischen Kroaten/Hrvatsko vijeće obrane/HVO und der Armee des kroatischen Staates/Oružane snage Republike Hrvatske bzw. Hrvatska vojska/HV. Ihre Teilnahme sollte ihre Verbundenheit mit allen Opfern des Krieges und der ethnischen Säuberungen demonstrieren, was auch dadurch zum Ausdruck kommt, dass sie an zahlreichen anderen Gedenkfeiern in Bosnien-Herzegowina teilnehmen, bei denen der Opfer anderer ethnischer Gruppen als in Prijedor gedacht wird.
Ein Vertreter der Veteranengruppe hielt in Prijedor eine Rede, in der er auf den übernationalen und überreligiösen Charakter der Veranstaltung hinwies, und auch darauf, dass „keine leidenschaftlichen, politischen Reden gehalten werden und dass auf diese Weise die Voraussetzungen für Dialog, Verurteilung der Kriegsverbrechen und der Solidarität mit allen Opfern geschaffen werden“. Die Kriegsveteranen werden vom Centar za nenasilnu akciju/Zentrum für Gewaltfreie Aktion unterstützt. Es handelt sich hier um ein langjähriges Projekt, an dem seit 2008 bereits über 1000 Veteranen bei zahlreichen Gedächtnisfeiern auf dem Gebiet des ehemaligen Jugoslawiens, vor allem aber in Bosnien-Herzegowina teilnahmen, um ihre Anteilnahme am Schicksal „der anderen Seite“ zu dokumentieren.